# Hermann Gutzmann sen.

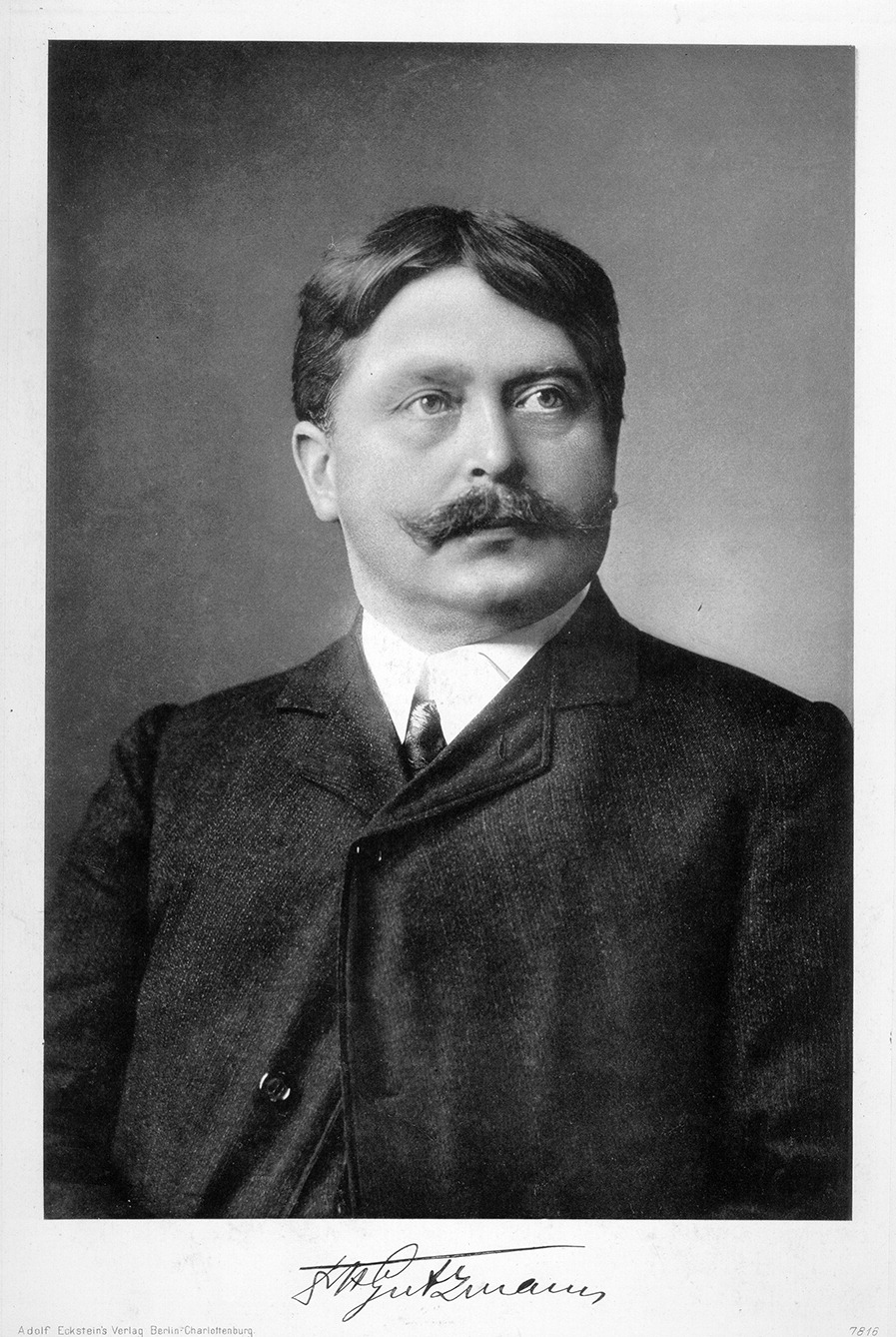
Hermann Gutzmann sen.

Hermann Gutzmann sen. (* 29. Januar 1865 in Bütow, Pommern; † 4. November 1922 in Berlin) war ein deutscher Mediziner. Er war Begründer der Phoniatrie in Deutschland und Mitbegründer der Logopädie.

## Leben
Hermann Gutzmann wurde als erstes von insgesamt sieben Kindern in Bütow geboren. 1873 zog die Familie nach Berlin um. Sein Vater Albert Gutzmann setzte dort seine Tätigkeit als Taubstummenlehrer an der ersten Städtischen Berliner Taubstummenschule fort. Er verfasste 1897 eine Arbeit Das Stottern und seine gründliche Beseitigung durch ein methodisch geordnetes und praktisch erprobtes Verfahren, befasste sich in seinem Wirken in Berlin neben seiner Lehrertätigkeit intensiv mit Sprachstörungen.
Wohl unter diesem Eindruck studierte Hermann nach seinem Abitur 1883 am
Friedrichwerder’schen Gymnasium Medizin. Während des Studiums wurde er Mitglied der Landsmannschaft Guilelmia. Die Pflichtassistenzzeit absolvierte er u. a. bei dem Chirurgen Ernst von Bergmann. Seine 1887 abgeschlossene Promotion hatte den Titel: Über das Stottern. Im Jahre 1891 eröffnete er eine private Ambulanz für Sprachgestörte, die mehrfach innerhalb Berlins umzog, bis er 1896 ein Sanatorium für Sprachgestörte in Berlin-Zehlendorf gründete.
Seine Habilitation zum Thema Die Sprachstörungen als Gegenstand des klinischen Unterrichts schloss er 1905 ab. Dieses Jahr gilt als Gründungsjahr des von ihm vertretenen Faches Phoniatrie. Im Folgejahr erscheint Herrmann Gutzmann bereits im Vorlesungsverzeichnis der Berliner Universität, zunächst unter dem Kapitel „Innere Medizin“. Ein Teil seiner Lehrveranstaltungen wurde privatissime in seinem privaten Phonetiklabor angeboten. 1912 wurde er von seinem Freund Gustav Killian, dem Leiter der HNO-Universitätsklinik der Charité als Professor an seine Klinik berufen. Im selben Jahr veröffentlichte er sein auf jahrzehntelanger Forschung beruhendes Lehrwerk Sprachheilkunde. Gutzmann gilt als einer der Hauptbegründer der Lehre von den Sprach- und Stimmstörungen.

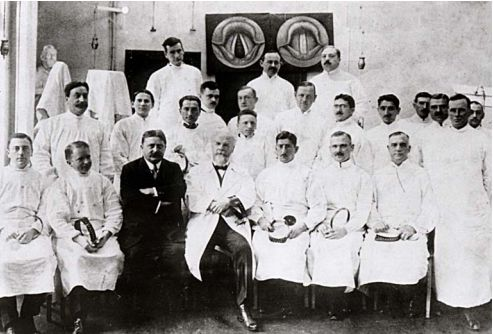
Gustav Killian in der Runde seiner Mitarbeiter in der Charité im Jahre 1912. Dritter von links (im schwarzen Anzug) Hermann Gutzmann sen., rechts neben ihm Gustav Killian

Neben seiner Lehr- und Ausbildungstätigkeit widmete er sich intensiv der Übungsbehandlung von Sprachgestörten, sowohl an der Charité, als auch an seinem privaten Sanatorium. Er zeigte eine rege Publikationstätigkeit zu verschiedenen Themen des Fachs (über 300 wissenschaftliche Arbeiten, Kongresse, Referate, 13 Bücher, Lehrbuch in zwei Auflagen, s. u.).
Während des Ersten Weltkrieges wurde sein Sanatorium als Sonderlazarett geführt, die Bettenkapazität von 12 auf 24 Betten erhöht. Durch die Behandlung der oft traumatisierten Kriegsverletzten kam Gutzmann zu der Erkenntnis, dass nicht nur eine Übungsbehandlung, sondern oft auch eine Psychotherapie zur Überwindung von Sprachstörungen erforderlich sei.
Hermann Gutzman sen. verstarb 1922 an den Folgen einer Sepsis. Nach mündlicher Überlieferung zog er sich diese durch eine Stichverletzung an einer Grammophonnadel während Forschungen über die Stimme zu. Er hinterließ drei Töchter und einen Sohn, Hermann Gutzmann jr. (1892–1972), der später ebenfalls in Berlin das Erbe seines Vaters als Phoniater fortsetzte.

## Gutzmann-Schüler (Auswahl)
- Harold Zumsteeg (1874–1963)
- Max Nadoleczny (1874–1940)
- Emil Fröschels (1884–1972)
- Miloslav Seeman (1892–1975)
- Hugo Stern (1875–1941)
- Wladyslaw Oltuszewski (1855–1922)
- Rudolf Schilling (1876–1964)
- Rauha Hammar (1878–1965)

## Publikationen (Auswahl)
- Albert und Hermann Gutzmann (Hrsg.): Medizinisch-pädagogische Monatsschrift für die gesamte Sprachheilkunde. Fischer, Berlin 1891, ab 1913 von Hermann G. unter dem Titel „VOX“ fortgeführt.
- Des Kindes Sprache und Sprachfehler. 1. Auflage. J.J. Webers illustrierte Bücher, Leipzig 1894.
- Die soziale Bedeutung der Sprachstörungen. Fischer, Jena 1904.
- Physiologie der Stimme und Sprache. Vieweg, Braunschweig 1909, DNB 580054802.
- Stimm- und Sprachstörungen bei Kriegsverletzten. In: Otto von Schjerning (Hrsg.): Handbuch der ärztlichen Erfahrungen im Weltkriege 1914/1918. Band 6. Barth, Leipzig 1921, DNB 36609050X, Kapitel VII.
- Sprachheilkunde – Vorlesungen über die Störungen der Sprache mit besonderer Berücksichtigung der Therapie [1912]. nach dem Tode bearbeitet und herausgegeben von H. Zumsteeg, 3. Auflage. Fischers medizinische Buchhandlung, Berlin 1923, DNB 573620091.